# Виганд, Иоганн
Иоганн (Иван Иванович) Виганд (нем. Johann Wiegand; 1744—1808) — ординарный профессор всеобщей истории Московского университета.

## Биография
Сын пастора. Родился в городке Венцлебен под Магдебургом. Учился в гимназии в г. Штеттин, по окончании которой поступил на богословский факультет университета в Галле.
По желанию отца, чтобы воспитывать взрослых, прежде принятия сана он должен был научиться воспитывать детей и для этого несколько лет проработать учителем. В 1764 году он приехал в Россию, заняв место домашнего учителя в семье дворян Хомутовых. Как много лет спустя вспоминал он: 

я не знал русского языка и мог разговаривать только с моими воспитанниками по-французски или по-немецки, с посторонними же вовсе не мог объясниться. Это повергло меня в уныние, тем более, что я видел вспыльчивый характер моего патрона, который однажды так рассердился на меня, что грозил отказать мне от места, и мне пришлось бы остаться в глубине Литвы, совершенно беспомощному и погибнуть в её необозримых лесах от диких зверей!

Вскоре он оказался в Санкт-Петербурге, затем жил в Москве и Харькове, где стал гувернёром четырёхлетнего сына харьковского помещика П. А. Щербинина. В Харькове он познакомился с членом евангелического братства гернгутеров Иоганном Фридрихом Паули и в 1770 году посетил их поселение в Сарепте, на Нижней Волге. Во время путешествия с детьми Щербинина в Германии в 1775 году он был принят в братство гернгутеров. Вернувшись в Россию, сначала жил в Санкт-Петербурге, потом, оставив Щербининых, — в Сарепте, откуда осенью 1782 года по решению общины отправился в Москву, где должен был хлопотать об освобождении домов гернгутеров от полицейских повинностей, а также сменить прежнего руководителя сарептского торгового представительства, проповедника Франца Гёльтергофа, после семнадцатилетней службы в университете вышедшего в отставку.
Поступил в Московский университет на должность экстраординарного профессора всеобщей истории благодаря покровительству куратора И. И. Мелиссино. Курс его лекций начинался со «вспомогательных наук»; затем он преподавал древнюю, средневековую историю (куда включал сведения о Византийской и Османской империях) и новую историю; завершал курс статистическим очерком современных государств. Виганд читал лекции на русском языке и по его собственным словам, они «так нравились молодёжи, что она стекалась в мою аудиторию с разных факультетов».
В июне 1793 года Виганд оставил университет и уехал с семьёй в Санкт-Петербург — опять по направлению старшин сарептских гернгутеров, — чтобы занять место главы торгового дома братьев. В 1800 году он был отозван в Сарепту, где до последних дней исполнял обязанности сопредседателя общины. В конце жизни написал мемуары о своей жизни и деятельности в России.
Был женат на Саре-Доротее Ферберин. У них 14 апреля 1792 года родился сын Генрих (Андрей).